# Bruno Rodzik
Bruno Rodzik (Giraumont, 29 de maio de 1935 – Thionville, 12 de abril de 1998) foi um futebolista francês que atuava como zagueiro. Faleceu em 12 de abril de 1998, em Thionville, França.

## Carreira
Iniciou a carreira profissional no Stade de Reims, onde jogou de 1957 a 1964. Durante a passagem pelo clube, conquistou três títulos do Campeonato Francês (1957–58, 1959–60 e 1961–62) e foi vice-campeão da Copa dos Campeões da Europa em 1958–59.  
Rodzik também integrou a seleção francesa, disputando 21 partidas entre 1960 e 1963. Participou da edição inaugural do Campeonato Europeu de Nações em 1960.

Após deixar o Reims transferiu-se para o OGC Nice, onde atuou até 1968, quando encerrou sua carreira.